# Copa Federação Maranhense de Futebol de 2018
A Copa FMF de 2018 é uma competição que serve como seletivo para definir o último classificado para o Campeonato Brasileiro de Futebol de 2019 - Série D a disputa começou no dia 11 de novembro e vai até 12 de dezembro de 2018. É organizada pela Federação Maranhense de Futebol.

## Regulamento
Na primeira fase todos os participantes jogam entre si em turno único, cada equipe jogará 5 partidas nessa fase, classificam-se os 4 melhores para as semifinais onde o 1º Colocado enfrenta o 4º Colocado, enquanto o 2º Colocado enfrenta o 3º Colocado na outra semifinal em jogo único os vencedores se classificam para a final de onde sairá o campeão da Copa FMF 2018/Seletivo para o Campeonato Brasileiro Série D 2019. 

### Critérios de desempate
Para o desempate entre duas ou mais equipes segue-se a ordem definida abaixo:
1. Maior Número de vitórias
2. Maior Saldo de gols
3. Maior Número de Gols marcados
4. Vantagem no Confronto Direto (no caso de empatem entre duas equipes)
5. Número de cartões amarelos e vermelhos
6. Sorteio

## Participantes
| Equipe         | Classificou como | Estádio         | Capacidade | Último título |
| -------------- | ---------------- | --------------- | ---------- | ------------- |
| Bacabal        | 8º (Série A)     | Correão         | 7.816      | 2008          |
| Cordino        | 6º (Série A)     | Leandrão        | 1.200      | (Não possui)  |
| Maranhão       | 3º (Série A)     | Nhozinho Santos | 11.429     | 2006          |
| Pinheiro       | 1º (Série B)     | Costa Rodrigues | 5.000      | (Não possui)  |
| Santa Quitéria | 7º (Série A)     | Rodrigão        | 3.500      | (Não possui)  |
| São José-MA    | 4º (Série A)     | Dário Santos    | 600        | (Não possui)  |